# PQ-3
PQ-3 — арктический конвой времён Второй мировой войны.
PQ-3 был отправлен в СССР 9 ноября 1941 года, от берегов Исландии со стратегическими грузами и военной техникой из США, и Великобритании. В его состав входило 8 грузовых судов. Его сопровождали крейсер и 1 эсминец. 22 ноября 1941 года он прибыл в Архангельск.

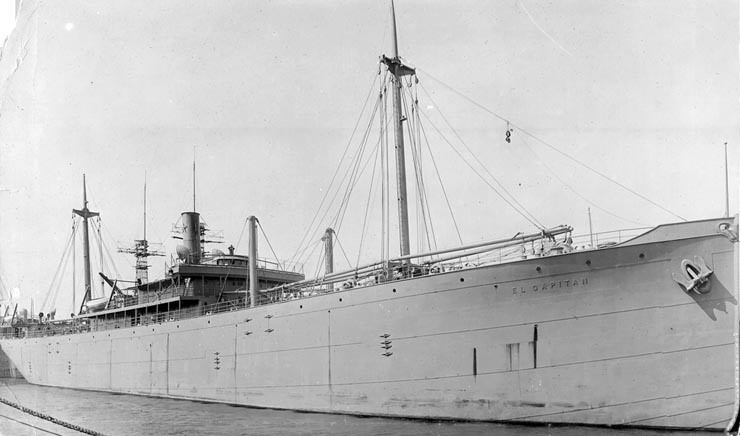
SS El Capitan (1917) - одно из судов конвоя

Одно торговое судно вернулось в Исландию, получив от столкновения со льдом повреждения, другие благополучно дошли.